# Attenberg (Film)
Attenberg ist ein Spielfilm und der zweite Langfilm der griechischen Regisseurin Athina Rachel Tsangari.
Der Film wurde in Griechenland produziert und gedreht und von der Presse als Greek New Wave kategorisiert. Als Koproduzent und Schauspieler wirkte der Regisseur Giorgos Lanthimos mit.

## Handlung
Marina ist 23 und lebt gemeinsam mit ihrem Vater in einem austauschbaren Industrieörtchen an der Küste. Sie arbeitet als Chauffeurin in der benachbarten Fabrik. Die menschliche Spezies empfindet Marina als eigenartig, fast abschreckend, wären da nicht Bella, ihre einzige und sehr unkonventionelle Freundin, und ihr kranker Vater Spyros. Mit ihm lebt sie zusammen und mit ihm liefert sie sich skurrile Dialoge. Zu anderen Menschen hält Marina Abstand und beobachtet diese durch die Songs der No-Wave-Band Suicide und durch die Tierdokumentarfilme von David Attenborough, die tragende Aspekte der Erzählung des Films darstellen.
Die scheinbar asexuelle Marina nähert sich im Verlauf des Films aktiv und neugierig dem Ingenieur an, den sie im Rahmen ihrer Arbeit chauffiert und mit dem sie die Vorliebe für Suicide und Tischfußball teilt. Die Entwicklung von Marinas Begehren geschieht in sehr eigenwilliger Weise und ganz nach ihrem Rhythmus. Dabei öffnet sie sich mehr und mehr emotional. Attenberg zeigt die selbstbewusste Entfaltung weiblichen Begehrens jenseits der Kategorien „heterosexuell“ oder „homosexuell“. Innerhalb der Freundschaft zwischen Bella und Marina wird eine Körperlichkeit und ein Verhaltensrepertoire gezeigt, die die üblichen Filmklischees und generell die Kategorien „Freundschaft“ und „Sexualität“ weit hinter sich lassen. Bella versucht z. B. Marina einen Zugang zu ihrer Sexualität zu vermitteln, indem sie ihr den Zungenkuss beibringt oder ihre Brüste von Marina berühren lässt, während sie ein Gespräch über die Bewunderung Marinas für weibliche Brüste führen. Der Sexpartner Marinas bleibt im Film relativ passiv und namenlos, seine Männlichkeit ist frei von Machismo, er handelt konsensuell. Mit Attenberg formuliert Tsangari ein Konzept, das der Zweierbeziehung kritisch gegenübersteht: „Als ich die Geschichte genauer durchdachte, fiel mir auf, dass zwei Menschen, die sich wirklich näher kommen wollen, immer einen gedachten Dritten brauchen, jemanden, der als Katalysator oder als Gegenspieler fungiert und die Beziehung stärker macht oder sie überhaupt rechtfertigt. Für mich heißt das, es gibt eigentlich keine Zweierbeziehung sondern immer nur Dreierbeziehungen.“
Parallel dazu entwickelt sich die Krankheit ihres Vaters fort bis hin zu seinem Tod. Kurz vor dem Tod von Marinas Vater überredet sie ihre sexuell ziemlich aktive Freundin Bella, mit ihm quasi als Abschiedsgeschenk zu schlafen. Er war der Architekt und Stadtplaner der Siedlung, in der die Protagonisten leben. Spyros bereitet sich auf seinen selbstbestimmten „Ausstieg“ aus dem Leben vor. Er bezeichnet das zwanzigste Jahrhundert als überschätzt und die von ihm geplante und nun fast menschenleere Siedlung als mathematisch konstruierte Ruine. Er formuliert damit eine Kritik an der zu raschen Industrialisierung dieser Gegend von der Schafweide zur Industriestadt.
Anhand ihrer Freundin Bella und der zwei Männer untersucht Marina die letzten Mysterien der menschlichen Fauna. Das Schauen von Tierdokus und das gemeinsame Imitieren von Tieren spielen dabei eine große Rolle. Nach dem Tod ihres Vaters verstreut Marina zusammen mit Bella seine Asche über dem Meer. Sie ist nun unabhängig.

## Hintergrund
Tsangari bezieht in ihren Film andere kreative Ausdrucksformen ein wie Architektur, Tanz bzw. Performance, Dokumentarfilm und Theater. Sie zitiert im Film die Griechischen Tragödie mit der thematischen Verknüpfung von Sex und Tod sowie mit den Tanzeinlagen (Interludien) und „albernen Gängen“ (silly walks) der Protagonistinnen in der menschenleeren Fabrikstadt als sogenannter Chor. Gleichzeitig drücken diese Elemente die Animalität der Figuren Bella und Marina auf nonverbale Art und Weise aus, ihr Freak- bzw. Anderssein. Die Schauspielerinnen Ariane Labed und Evangelia Randou sind beide auch Tänzerinnen bzw. Performerinnen. Die albernen Gänge referieren gleichzeitig auf Das Ministerium für alberne Gänge der Künstlergruppe Monty Python.
Schauplatz von Attenberg ist die Arbeiterstadt Aspra Spitia (dt. Weiße Häuser) in Böotien. Sie wurde von 1961 von Konstantinos Apostolos Doxiadis, einem Stadtplaner der Moderne in der Tradition von Le Corbusier, komplett am Reißbrett entworfen und stellt damit eine Idealstadt der Moderne dar. Sie wurde bis 1965 von der Firma Aluminium of Greece für ihre Arbeitnehmer erbaut, die bis heute in unmittelbarer Nähe ein Aluminiummine betreibt. Die 1100 Häuser der Stadt, die von Doxiadis harmonisch in die landschaftlich vorteilhafte Bucht von Antikyra eingepasst wurden, waren zum Zeitpunkt des Filmdrehs zu großen Teilen verlassen. Aufgrund der Automatisierung der Produktionsprozesse arbeiteten bei Aluminium of Greece im Jahr 2010 nur noch 500 statt der ursprünglichen 4000 Arbeitnehmer. Die Regisseurin lebte während ihrer Kindheit für mehrere Jahre in Aspra Spitia, weil ihr Vater dort tätig war.
Der Filmtitel referiert auf den Tierfilmer David Attenborough, dessen Tierfilme als Filmzitate in Attenberg auftauchen. Für Tsangaris sind Attenboroughs Dokumentationen Meisterwerke des Kinos. Für Attenberg analysierte die Crew seine Filme, um daraus intensiv gespielte Szenen mit Imitationen der Bewegungen von Katzen, Albatrossen, Gorillas und Fischen zu entwickeln.
Attenberg als Film der Greek New Wave (oder Greek Weird Wave) wurde ohne öffentliche Förderungen in den Wohnungen und mit dem Equipment der Produzenten als Kollektiv produziert. Damit konnte er direkt nach den Vorstellungen der Regisseurin und inhaltlich frei von Förderrichtlinien oder Vorgaben entstehen – ähnlich wie Independent- oder Mumblecore-Filme in den USA und anderswo. Eine Filmkultur mit Filmschulen und Filmförderung gibt es laut Aussage von Tsangari in Griechenland nicht. Die Greek New Wave wird von Personen betrieben, die außerhalb von Griechenland Film studierten oder leben.
Tsangari schrieb das Drehbuch während der Athener Ausschreitungen im Dezember 2008 anlässlich der Tötung des Jugendlichen Alexandros Grigoropoulos durch zwei Polizisten, an denen sie und ihre Freundinnen sich beteiligten. Sie hatte zu dieser Zeit nicht die Absicht, einen Film über die Befindlichkeit Griechenlands zu drehen. Dennoch gingen ihre Wut und das Gefühl des Betrogenseins in die Figur des Vaters Spyros ein, der die Bitterkeit und den Zynismus vieler Griechen dieser Zeit reflektiert. „Das 20. Jahrhundert ist überbewertet.“ Mit diesem Satz spricht die Regisseurin durch eine ihrer Figuren und kritisiert damit das Festhängen im Kapitalismus trotz der Revolutionen bzw. der Bürgerkriege der 1960er und 1970er Jahre in Griechenland.
Der im Film von Bella erzählte Traum über einen Penisbaum wurde real von der Produzentin des Films geträumt und fand dadurch Eingang in das Drehbuch.
In Attenberg wird thematisiert, dass die Einäscherung von Verstorbenen als Bestattungsart in Griechenland verboten ist, weil die griechisch-orthodoxe Kirche es nicht gestattet. Der Protagonist Spyros wünscht sich als Atheist, dass sein toter Körper nach der Bestattung nicht von Würmern zerfressen werden solle. Er möchte, dass nach einer Feuerbestattung, die nur im Ausland möglich ist, seine Asche über dem Meer ausgestreut wird. Aufgrund dieser Thematisierung im Film gab es Diskussionen und einen Vorschlag für einen Gesetzentwurf im Parlament.

## Soundtrack
Die Musik im Film hat eine wichtige narrative Funktion und stammt hauptsächlich von der New Yorker No-Wave-Band Suicide und von Françoise Hardy, die die Regisseurin bewusst als im Jahr 2010 nicht-hippe Musik wählte, um das Außenseiterdasein der Figur Marina zu unterstreichen. Die Protagonistinnen Bella und Marina intonieren im Film Hardys Yéyé-Stück Tous les garçons et les filles von 1962.
Im Film auftauchende Songs von Suicide sind Ghost Rider, Bebop Kid, Surrender, Jukebox Baby, weitere am Soundtrack beteiligte Musiker sind Daniel Johnston, Jacques Dutronc, J. J. Johnson und Marilena Orfanou.

## Rezeption
“(The film) grew on us the most, and showed another Greece.”

„(Der Film) wuchs uns am meisten ans Herz und zeigte ein anderes Griechenland.“

## Auszeichnungen
Hauptdarstellerin Ariane Labed wurde bei den 67. Internationalen Filmfestspielen von Venedig 2010 mit der Coppa Volpi als beste Darstellerin ausgezeichnet.